# Royal Roebuck
Royal Roebuck is een Brits historisch merk van motorfietsen.
Royal Roebuck is een zeer onbekend merk.
Het produceerde in elk geval rond 1905 motorfietsen die waren voorzien van door Paul Kelecom ontwikkelde Antoine eencilinder viertaktmotoren.